# 1603
1603 (MDCIII) a fost un an comun al calendarului gregorian, care a început într-o zi de miercuri.

## Evenimente
- 20 ianuarie: Prima atestare documentară a satului Bravicea.
- 24 martie: Regina Elisabeta I a Angliei moare la Palatul Richmond și este succedată de către Iacob I al Angliei care a unit Regatul Scoției cu Regatul Angliei.
- 17 iulie: Nemeșii unguri, conduși de Moise Secuiul, sunt înfrânți lângă Brașov de domnul Munteniei, Radu Șerban, chemat în ajutor de generalul habsburg Gheorghe Basta.

### Nedatate
- Oastea munteană arde orașul Hârșova (jud. Constanța).
- Oastea munteană înfrânge pe Ahmed Pașa la Silistra (azi în Bulgaria).
- Prima atestare documentară a localității Bârsăuța (jud. Sălaj).
- Prima atestare documentară a localității Piroșa (jud. Sălaj).
- Prima atestare documentară a localității Vălișoara (jud. Sălaj).
- Se desființează universitatea iezuită din Cluj.
- Sfârșitul perioadei Azuchi Momoyama (1573-1603). Vezi Cronologia împăraților Japoniei.
- Tokugawa Ieyasu își ia titlul de shogun în era Edo (Japonia).
- Turcii renunță temporar la înscăunarea lui Radu Mihnea în Țara Românească.
- Ungurii conduși de Moise Secuiul alungă pe imperiali și ocupă Lugojul, Alba Iulia și Clujul.

## Nașteri
- 18 martie: Ioan al IV-lea al Portugaliei (d. 1656)
- 10 octombrie: Abel Tasman, navigator și comerciant olandez, explorator al Australiei și Oceaniei (d. 1659)
- 21 decembrie: Roger Williams, teolog protestant englez (d. 1683)

## Decese
- 23 februarie: Andrea Cesalpino, 83 ani, medic, filozof și botanist italian (n. 1519)
- 24 martie: Regina Elisabeta I a Angliei (Elizabeth I), 69 ani (n. 1533)
- 10 decembrie: William Gilbert (Gilberd), 59 ani, medic și filozof englez (n. 1544)
- 13 decembrie: François Viète, 62 ani, matematician francez (n. 1540)
- 22 decembrie: Mehmed al III-lea (Mehmet al III-lea Adli), 37 ani, sultan al Imperiului Otoman (n. 1566)